# Silent Invasion (sách)
Silent Invasion hay Silent Invasion: China's influence in Australia (Xâm lược thầm lặng: Ảnh hưởng của Trung Quốc ở Úc) là một cuốn sách của Clive Hamilton xuất bản 2018 nói về sự phát triển ảnh hưởng của Đảng Cộng sản Trung Quốc trong chính trị và xã hội dân sự Úc. Cuốn sách viết chi tiết nỗ lực có hệ thống của chính phủ nước cộng Hòa nhân Dân Trung quốc để mở rộng mạng lưới gián điệp và ảnh hưởng ở Úc. Tác giả cho là việc này đang làm "xói mòn chủ quyền của Úc ".

## Xuất bản
Cuốn sách dự định xuất bản trong tháng 11 năm 2017 đã bị trì hoãn do lo ngại về vấn đề pháp lý của nhà xuất bản ban đầu, Allen & Unwin, rằng họ "sẽ là mục tiêu của Bắc kinh và những cơ quan đại diện cho nó ở Úc." Cuốn sách đã được phát hành sau khi Hardie Grant Books đồng ý xuất bản cuốn sách.